# Ametrallamiento
Ametrallamiento o ametrallamiento a tierra (en inglés: strafing) es la acción de un caza de atacar a un blanco terrestre a baja altura con sus ametralladoras, y por extensión, pequeñas bombas.
Los cañones tienen que ser montados de forma diferente para el ametrallamiento. El ametrallamiento requiere un punto de convergencia más lejano y más bajo que el combate aéreo. Debido a la baja altitud requerida para el ametrallamiento, es muy riesgoso para el piloto, que está expuesto a los misiles portátiles, misiles tierra-aire, artillería antiaérea y ametralladoras. Los aviones diseñados para el ametrallamiento pueden incluir blindaje adicional alrededor y debajo de la cabina para proteger al piloto.
Fue especialmente usado durante la Primera Guerra Mundial, con la llegada de misiles aire-tierra y bombarderos avanzados el límite del uso fue altitudes mayores. Desde la Segunda Guerra Mundial, esta acción se realiza generalmente por un tipo específico de aviones: aviones de ataque a tierra.

## Historia

### Primera Guerra Mundial
El primer uso de los aviones militares era para la observación y dirección de la artillería, pero el ametrallamiento se practicaba con frecuencia en la Primera Guerra Mundial. Las trincheras y columnas de suministro eran atacadas sistemáticamente desde el aire en la segunda mitad de la guerra. Las ametralladoras se utilizaba cuando se necesitaba precisión (al enfrentarse a objetivos pequeños), pero se preferían los métodos de ataque de no ametrallar (principalmente con pequeñas bombas) para los objetivos más grandes, los objetivos de área, o cuando al volar a baja altura era demasiado arriesgado.
El ejército alemán fue el primero en introducir una clase de aviones especialmente diseñados para el ametrallamiento, el avión de ataque a tierra. Aviones construidos específicamente para el ametrallamiento en Primera Guerra Mundial incluyen el Junkers J.I alemán, que fue blindado para protegerlo de los disparos desde tierra. El Junkers J.I tenía dos las ametralladoras apuntando hacia abajo que fueron utilizadas para el ametrallamiento.

### Segunda Guerra Mundial

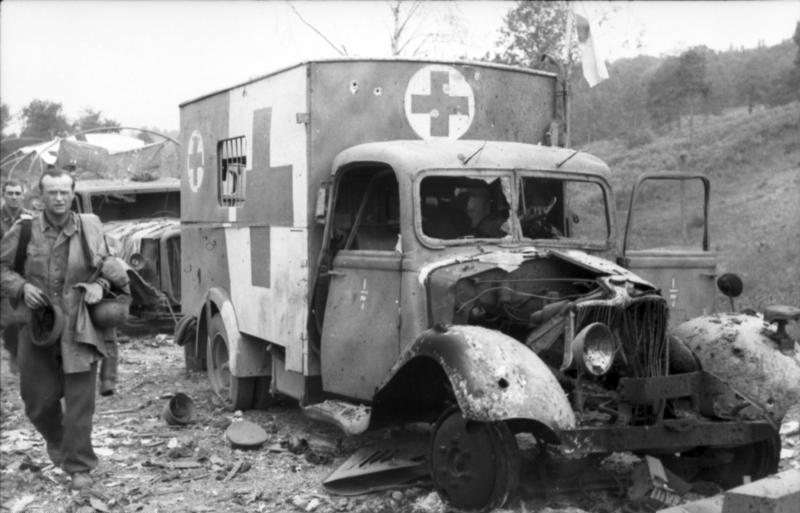
Vehículo alemán de una columna destruido por un avión de ataque a tierra cerca de to Arnhem, 23 de septiembre de 1944

Estos desarrollos continuaron hasta la Segunda Guerra Mundial con aviones dedicados que incluían el concepto de una cabina fuertemente protegida o "bañera" para permitía que el piloto sobreviviera el contrafuego de las baterías antiaéreas.
El mejor avión de ametrallar de la Luftwaffe fue el Ju-87 Stuka. La variante Ju-87 D-3. tenía dos cañones Rheinmetall-Borsig 37mm Flak 18 cada uno montado bajo una ala.
Para la Royal Air Force el mejor avión de ataque a tierra fue el Hawker Hurricane II. El cual estaba armado con cuatro cañones 20 mm montados al ala. El Hawker Typhoon fue utilizado en las últimas etapas de la guerra. Tenía cuatro cohetes RP-3 de "60 libras".